# Wesmaldra splendida
Wesmaldra splendida är en spindelart som först beskrevs av Simon 1908.  Wesmaldra splendida ingår i släktet Wesmaldra och familjen Prodidomidae.
Artens utbredningsområde är Western Australia. Inga underarter finns listade i Catalogue of Life.